# Kazimierz Zygmunt
Kazimierz Zygmunt (ur. 8 września 1918 w Kamionce Strumiłowej, zm. 17 października 1970 w Gdańsku) – polski inżynier, profesor nauk technicznych, wykładowca Politechniki Gdańskiej, dziekan Wydziału Mechanicznego, specjalista z dziedziny konstrukcji maszyn.

## Życiorys
Był synem Kazimierza Zygmunta i Zofii Pollo. Po ukończeniu gimnazjum humanistycznego w Przemyślu, w  1936 roku rozpoczął studia wyższe na Wydziale Mechanicznym Politechniki Lwowskiej. Od jesieni 1939 pracował w odlewni metali kolorowych i żeliwa w firmie „Wiśniewski” w Przemyślu, od jesieni 1940 w fabryce maszyn „L. Zieleniewski” w Krakowie. W roku 1942 wyjechał do Lwowa w celu nauki w Technische Institut (ówczesna nazwa Politechniki Lwowskiej). Studia ukończył w roku 1945 na Wydziale Mechanicznym Politechniki Śląskiej w Krakowie uzyskując tytuł inżyniera mechanika. 
W roku 1946 objął stanowisko starszego asystenta na Wydziale Mechanicznym Politechniki Gdańskiej. Po 5 latach awansował na adiunkta, a w 1954 roku został mianowany zastępcą profesora.  W roku 1953 pracował dodatkowo w Zakładzie Podstaw Teorii Konstrukcji Maszyn Polskiej Akademii Nauk w Gdańsku. W roku 1959 na Wydziale Mechanicznym PG uzyskał stopień doktora na podstawie rozprawy pt. „Konstrukcja i badanie maszyny badawczej do łożysk poprzecznych”. W tym samym roku nadano mu tytuł i stanowisko docenta, natomiast w roku tytuł i stanowisko profesora nadzwyszajnego.
W 1954–1956 był dziekanem Wydziału Mechanicznego. Przyczynił się do reorganizacji Wydziału i podziału na 2 nowe: Maszynowy i Technologii Maszyn/ W 1955–1964 został kierownikiem Katedry Części Maszyn, od 1965–1970 Katedry i Zakładu Podstaw Konstrukcji Maszyn. Od 1 czerwca 1963 został pełnomocnikiem rektora PG ds. współpracy z gospodarką i umożliwienie współpracy Katedr PG z przemysłem w badaniach naukowych. Zapoczątkował w Katedrze Części Maszyn budowę laboratorium tribologicznego. 
W latach 1967–1970  był przewodniczącym Wydziału IV Nauk Technicznych Gdańskiego Towarzystwa Naukowego. Członek Komitetu Budowy Maszyn – Sekcji Tarcia i Zużycia Polskiej Akademii Nauk od 1964.
Był autorem ponad 30 publikacji, 5 skryptów, prac konstrukcyjnych i projektowych, 10 patentów i ponad 40 niepublikowanych ekspertyz dla przemysłu. Autor m.in. książki: Obliczenie wytrzymałościowe kół zębatych, Gdańsk 1946. Był promotorem 2 doktoratów.
Należał do współprojektantów (wraz z prof. mgr inż. Tadeuszem Gerlachem z PG) prototypowych maszyn okrętowych parowych, zamontowanych na pierwszych statkach pełnomorskich zbudowanych w Polsce w Stoczni Gdańskiej po 1945: typu „Sołdek”, „Kolno” i „Donbas” o nośności 2540 T, 3200 T i 5000 T oraz maszyn do drążenia gruntu, m.in. „Pneumatyczny młot stabilny do drążenia gruntu – przebijak” („KRET”) w 1970.
Był jednym z organizatorów Ośrodka Wypoczynkowego Politechniki Gdańskiej w Czarlinie w 1962, funkcjonującego do dziś. 
Posiadał uprawnienia pilota i dyplom pilota szybowcowego (1935) i sternika jachtowego (1968). 
Pochowany na Cmentarzu Srebrzysko w Gdańsku (rejon IX, kwatera profesorów, rząd 6-21/22).

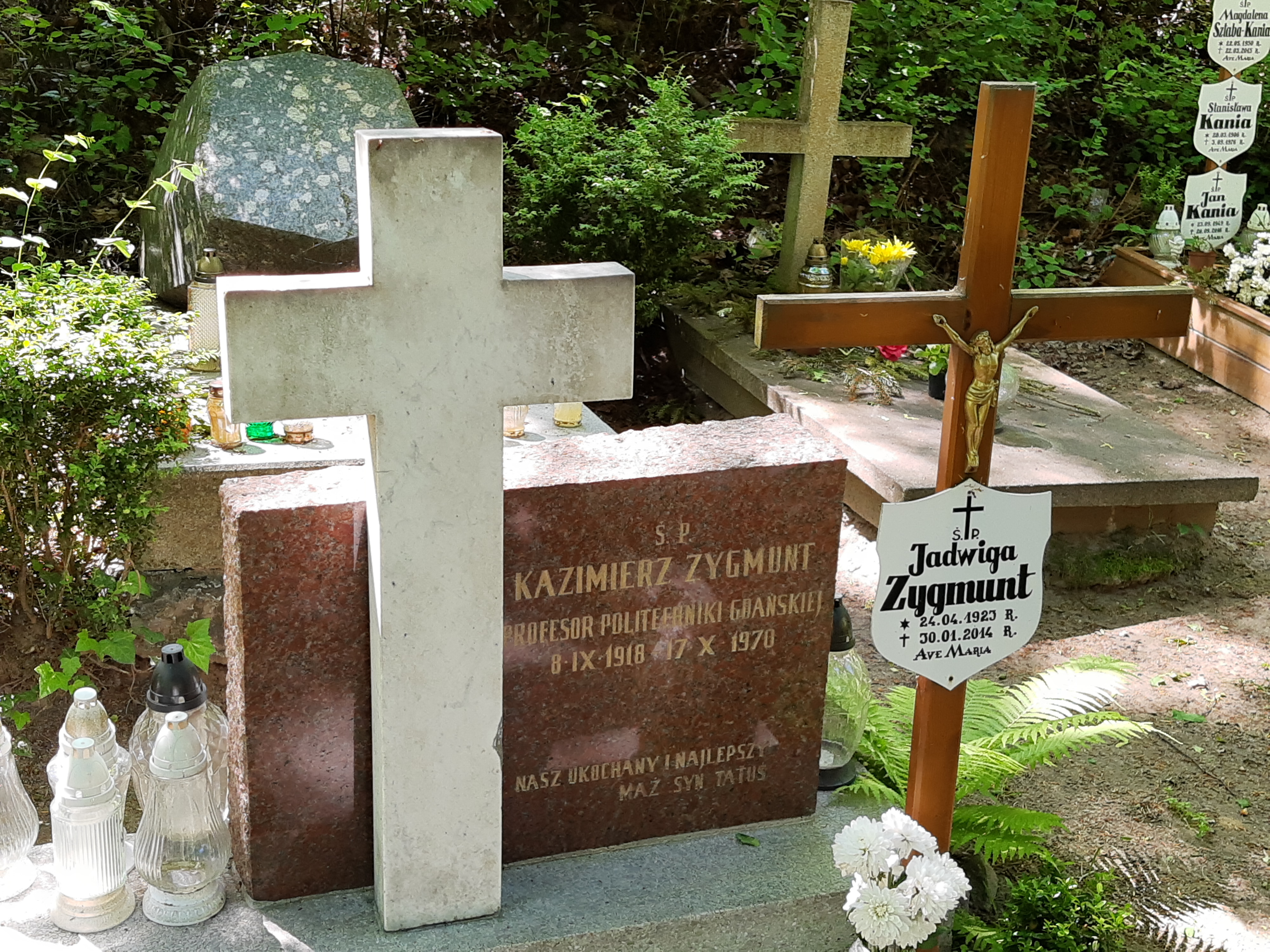
Grób Kazimierza Zygmunta na cmentarzu Srebrzysko

## Odznaczenia
- Złoty Krzyż Zasługi (1956)